# Marcos Vinicius Amaral Alves
Marcos Vinicius Amaral Alves còn được biết với tên Marcão (sinh ngày 17 tháng 6 năm 1994) là một cầu thủ bóng đá Brasil hiện tại thi đấu cho Gyeongnam FC.

## Sự nghiệp câu lạc bộ

### Gyeongnam FC
Ban đầu, anh gia nhập Gyeongnam FC theo dạng cho mượn 1 năm vào ngày 20 tháng 12 năm 2016.
Sau đó anh có cuộc chuyển nhượng hoàn toàn đến Gyeongnam FC với bản hợp đồng 3 năm ngày 17 tháng 5 năm 2017.

### Wuhan Three Towns
Ngày 19 tháng 7 năm 2021, Marcos gia nhập câu lạc bộ Wuhan Three Towns thuộc Giải bóng đá ngoại hạng Trung Quốc.

### Al Ahli
Tháng 1 năm 2023, anh chuyển đến Al Ahli Saudi FC.
Ngày 27 tháng 7 năm 2023, anh trở lại thi đấu cho Wuhan Three Towns dưới dạng cho mượn
Ngày 9 tháng 2 năm 2024, anh chuyển đến Fatih Karagümrük S.K. dưới dạng cho mượn cho đến hết mùa giải